# It's a Cop
It's a Cop é um filme britânico de 1934, do gênero comédia, dirigido por Maclean Rogers e estrelado por Sydney Howard, Chili Bouchier e Garry Marsh. Um oficial de polícia incompetente recebe um golpe de sorte e pega alguns ladrões, ganhando promoções a sargento.

## Elenco
- Sydney Howard ... PC Robert Spry
- Chili Bouchier ... Babette
- Donald Calthrop ... Charles Murray
- Garry Marsh ... James Risden
- Annie Esmond ... Sra. Spry
- Cyril Smith ... Lewis
- John Turnbull ... Inspetor Gray
- Ronald Simpson ... Bates